# Liste der Einträge im National Register of Historic Places im Claiborne County (Tennessee)
Diese Liste der Einträge im National Register of Historic Places im Claiborne County (Tennessee) enthält alle im Claiborne County, Tennessee in das National Register of Historic Places eingetragenen Gebäude, Bauwerke, Objekte, Stätten oder historischen Distrikte.
Diese Liste entspricht dem Bearbeitungsstand des National Park Service/National Register of Historic Places vom 4. Oktober 2024.

## Legende
| NRHP | Historic Place             |
| NHP  | National Historic Park     |
| HD   | National Historic District |

## Aktuelle Einträge
| [ 2 ] | Name                                    | Bild                                    | Eintragsdatum                 | Lage | Ort            | Beschreibung |
| ----- | --------------------------------------- | --------------------------------------- | ----------------------------- | --- | -------------- | ------------ |
| 1     | Big Spring Union Church                 | Big Spring Union Church                 | 29. Mai 1975 ID-Nr. 75001739  | in der Nähe der Tennessee State Route 32 36° 25′ 19,9″ N, 83° 31′ 27,8″ W                                                                  | Springdale     |              |
| 2     | Claiborne County Jail                   | Claiborne County Jail                   | 21. März 2007 ID-Nr. 07000175 | Tennessee State Route 33 und an der U.S. Route 25E 36° 27′ 9″ N, 83° 34′ 8″ W                                                              | Tazewell       |              |
| 3     | Cumberland Gap Historic District        | Cumberland Gap Historic District        | 23. Feb. 1990 ID-Nr. 90000321 | zwischen Colwyn, Cumberland, Pennlyn, und der ehemaligen Eisenbahnstrecke der Louisville and Nashville Railroad 36° 36′ 0″ N, 83° 40′ 8″ W | Cumberland Gap |              |
| 4     | Cumberland Gap Historic District        | weitere Bilder                          | 28. Mai 1980 ID-Nr. 80000366  | östlich von Middlesboro in Kentucky 36° 36′ 14″ N, 83° 40′ 26,4″ W                                                                         | Harrogate      |              |
| 5     | Cumberland Gap National Historical Park | Cumberland Gap National Historical Park | 15. Okt. 1966 ID-Nr. 66000353 | östlich von Middlesboro in Kentucky entlang dem Grenzverlauf mit Kentucky und Virginia 36° 36′ 14″ N, 83° 40′ 26,4″ W                      | Cumberland Gap |              |
| 6     | Graham-Kivett House                     | Graham-Kivett House                     | 29. Mai 1975 ID-Nr. 75001740  | an der Straßenkreuzung der Main St. und der Old Knoxville Road 36° 27′ 6,8″ N, 83° 34′ 12″ W                                               | Tazewell       |              |
| 7     | Grant-Lee Hall                          | Grant-Lee Hall                          | 8. Dez. 1978 ID-Nr. 78002575  | am Campus der Lincoln Memorial University 36° 34′ 52″ N, 83° 39′ 33,1″ W                                                                   | Harrogate      |              |
| 8     | Kesterson-Watkins House                 | Kesterson-Watkins House                 | 26. Apr. 1982 ID-Nr. 82003958 | Cedar Fork Road 36° 29′ 35,9″ N, 83° 29′ 38″ W                                                                                             | Tazewell       |              |
| 9     | Kincaid House                           | Kincaid House                           | 22. März 1982 ID-Nr. 82003957 | nordöstlich von Speedwell an der Russell Lane 36° 28′ 5,2″ N, 83° 49′ 22,1″ W                                                              | Speedwell      |              |
| 10    | Kincaid-Ausmus House                    | Kincaid-Ausmus House                    | 18. Juni 1975 ID-Nr. 75001737 | nordöstlich von Speedwell an der Tennessee State Route 63 36° 29′ 44,2″ N, 83° 48′ 15,1″ W                                                 | Speedwell      |              |
| 11    | McClain-Ellison House                   | McClain-Ellison House                   | 10. Juni 1975 ID-Nr. 75001738 | westlich von Speedwell an der U.S. Route 2 und in der Nähe der Tennessee State Route 63 36° 27′ 18″ N, 83° 55′ 40,1″ W                     | Speedwell      |              |
| 12    | Powell Valley Male Academy              | Powell Valley Male Academy              | 16. Feb. 1995 ID-Nr. 95000053 | an der Straßenkreuzung der Old Tennessee State Route 63 und Academy Road 36° 26′ 39,8″ N, 83° 55′ 4,1″ W                                   | Speedwell      |              |

## Ehemalige Einträge
| [ 2 ] | Name             | Bild             | Eintragsdatum                 | Lage                                       | Ort      | Beschreibung                                         |
| ----- | ---------------- | ---------------- | ----------------------------- | ------------------------------------------ | -------- | ---------------------------------------------------- |
| 1     | Parkey House     |                  | 1. Feb. 1972 ID-Nr. 72001231  | Main St.                                   | Tazewell |                                                      |
| 2     | James Weir House | James Weir House | 18. Apr. 1979 ID-Nr. 79002419 | Eppes St. 36° 27′ 11,9″ N, 83° 34′ 14,2″ W | Tazewell | Transloziert an einen Standort südlich von Tazewell. |